# White Bear Township
Das White Bear Township ist eine Township im US-Bundesstaat Minnesota. Sie ist im Ramsey County die einzig verbliebene Township und die bevölkerungsstärkste des Bundesstaates. Im Jahr 2010 hatte die White Bear Township 10.949 Einwohner.

## Geografie
Die Township ist nördlich von Saint Paul im Nordosten des Ramsey County gelegen. Sie besteht aus mehreren nicht zusammenhängenden Gebieten. Nach Angaben des United States Census Bureau beträgt die Fläche 28,1 Quadratkilometer, davon sind 8,7 Quadratkilometer Wasserflächen.

## Geschichte
Mit der Gründung des Bundesstaates Minnesota wurde 1858 auch die White Bear Township eingerichtet. Aus der ursprünglich 36 Quadratmeilen (93,2 Quadratkilometer) großen Township bildeten sich mit White Bear Lake (1881), North Oaks (Juli 1956), Vadnais Heights (Juli 1957) und Gem Lake (März 1959) eigenständige Städte. Dennoch blieb die White Bear Township als die einzige in Minnesota komplett verstädterte Township bestehen und weist auch durch die enge Zusammenarbeit mit den Nachbarstädten und dem County in vielen Belangen einen städtischen Charakter auf.

### Bevölkerungsentwicklung
| 1970  | 1980  | 1990  | 2000   |
| ----- | ----- | ----- | ------ |
| 5.666 | 5.921 | 9.424 | 11.293 |

## Demografische Daten
Nach der Volkszählung im Jahr 2010 lebten in der White Bear Township Township 10.949 Menschen in 4261 Haushalten. Die Bevölkerungsdichte betrug 567,3 Einwohner pro Quadratkilometer. In den 4261 Haushalten lebten statistisch je 2,55 Personen. 
Ethnisch betrachtet setzte sich die Bevölkerung zusammen aus 94,5 Prozent Weißen, 0,7 Prozent Afroamerikanern, 0,4 Prozent amerikanischen Ureinwohnern, 2,2 Prozent Asiaten, 0,1 Prozent Polynesiern sowie 0,6 Prozent aus anderen ethnischen Gruppen; 1,5 Prozent stammten von zwei oder mehr Ethnien ab. Unabhängig von der ethnischen Zugehörigkeit waren 2,4 Prozent der Bevölkerung spanischer oder lateinamerikanischer Abstammung. 
21,7 Prozent der Bevölkerung waren unter 18 Jahre alt, 64,9 Prozent waren zwischen 18 und 64 und 13,4 Prozent waren 65 Jahre oder älter. 51,1 Prozent der Bevölkerung war weiblich.
Das mittlere jährliche Einkommen eines Haushalts lag bei 86.680 USD. Das Pro-Kopf-Einkommen betrug 41.283 USD. 3,7 Prozent der Einwohner lebten unterhalb der Armutsgrenze.